# Scopula pudicaria
Scopula pudicaria là một loài bướm đêm trong họ Geometridae.